# Ingo Bodtke

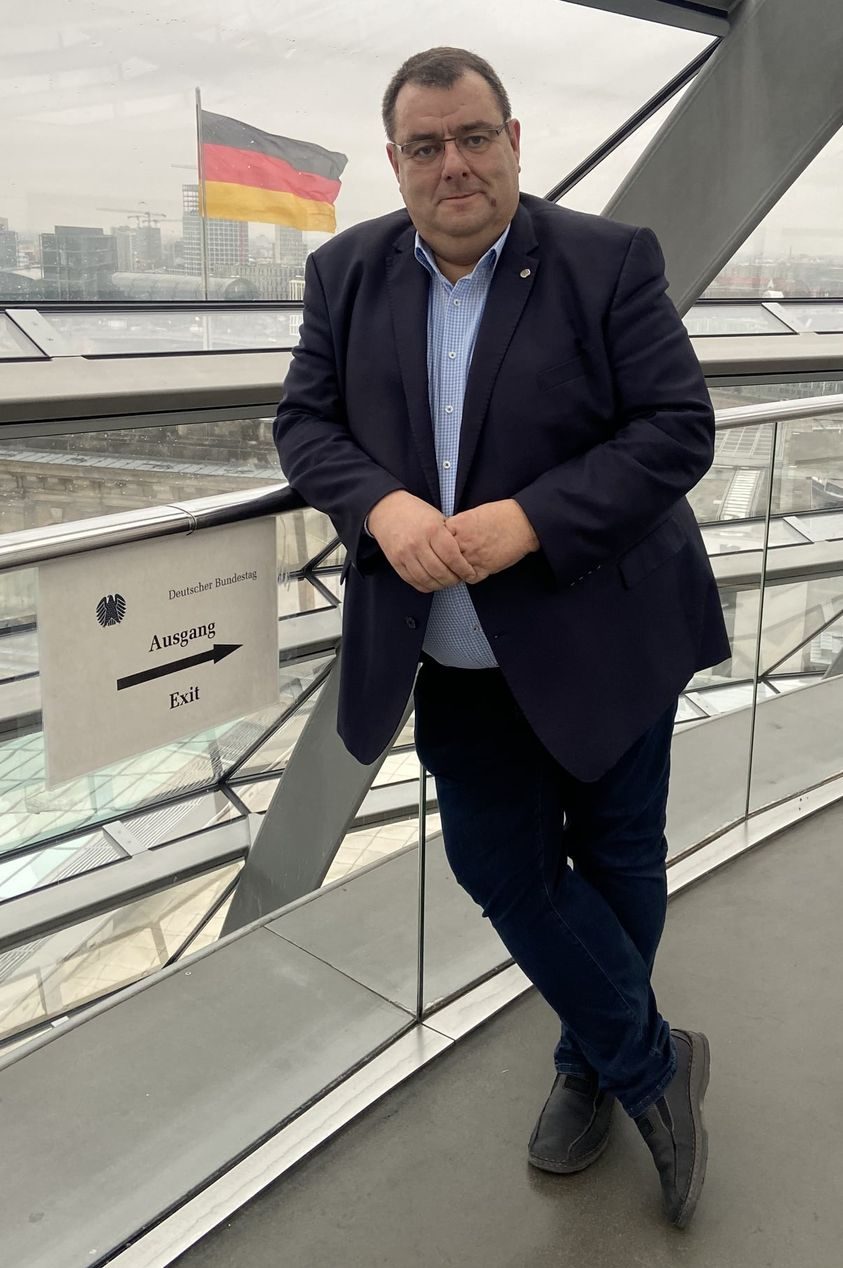
Ingo Bodtke (2022)

Ingo Bodtke (* 6. Juni 1965 in Lutherstadt Eisleben) ist ein deutscher Politiker (FDP). Er war von 2021 bis 2025 Mitglied des Deutschen Bundestags.

## Leben
Ingo Bodtke wuchs in seiner Geburtsstadt in einem christlich geprägten Elternhaus auf. Er absolvierte eine Fleischerlehre und schloss nach dem Grundwehrdienst ein Studium der Fleischwirtschaft mit Ingenieurabschluss an. Anschließend war er als Instrukteur Insemination Rind in der Tierzucht tätig. Ab 1987 arbeitete er zusätzlich in der Versicherungsbranche, seit 1990 für den LVM. Seit der Wende leitet er eine Versicherungs- und Finanzagentur sowie Reisebüros. Er ist seit 1985 verheiratet und Vater von vier Kindern.

## Partei und Politik
Bodtke gehört dem Bundesfachausschuss Religion & Weltanschauung seiner Partei an.
Bodtke ist Gemeinderatsmitglied in Wimmelburg und hat einen Sitz im Kreistag des Landkreises Mansfeld-Südharz inne, seit 2019 als FDP-Fraktionsvorsitzender. Er ist Vorsitzender des Vereins Liberaler Mittelstand Sachsen-Anhalt e. V. sowie Beisitzer des Bundesvorstands der Bundesvereinigung.
Bei der Bundestagswahl 2021 kandidierte er im Bundestagswahlkreis Mansfeld und auf Platz 2 der Landesliste der FDP Sachsen-Anhalt. Er verpasste bei 8,4 % der Erststimmen das Direktmandat, zog aber über die Landesliste in den 20. Deutschen Bundestag ein. Dort war er Mitglied im Ausschuss für Ernährung und Landwirtschaft, im  Petitionsausschuss und stellvertretend im Ausschuss für Arbeit und Soziales. Bei der Bundestagswahl 2025 trat er nicht erneut an.

## Ehrenamt
- Aufsichtsrat der Verkehrsgesellschaft Südharz mbH
- Dirigent, Organist und Seelsorger in der Neuapostolischen Kirche Hettstedt
- Mitglied im Bundesvorstand des Liberalen Mittelstandes